# 邦邦 (塞纳-马恩省)
邦邦（法語：Bombon，法語發音：[bɔ̃bɔ̃] ⓘ）是法国塞纳-马恩省的一个市镇，属于默伦区。

## 地理
邦邦（48°34'18"N, 2°51'33"E）面积15 平方千米，位于法国法蘭西島大區塞纳-马恩省，该省份为法国北部内陆省份，北起瓦兹省，西接埃松省、马恩河谷省、塞纳-圣但尼省和瓦兹河谷省，南至卢瓦雷省，东南接约讷省，东临马恩省和奥布省，东北接埃纳省。
与邦邦接壤的市镇（或旧市镇、城区）包括：圣梅里、布里地区圣旺、布雷欧、拉沙佩勒戈捷、莫尔芒。

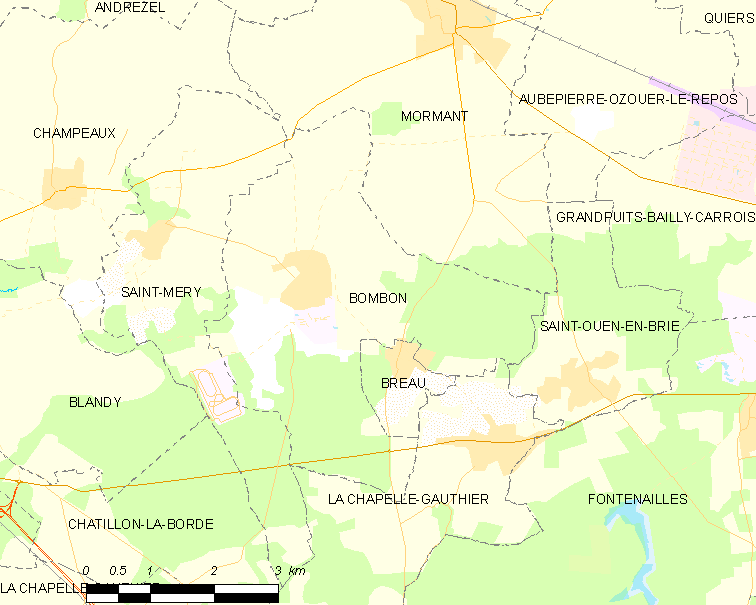
的OSM定位图

邦邦的时区为UTC+01:00、UTC+02:00（夏令时）。

## 行政
邦邦的邮政编码为77720，INSEE市镇编码为77044。

## 政治
邦邦所属的省级选区为楠日县。

## 人口

1962-2008年间人口变化图示

邦邦于2022年1月1日时的人口数量为936人。